# Seznam angleških alpinistov
Seznam angleških alpinistov.

## A
- Ashley Abraham
- George Abraham

## B
- George Band
- Gertrude Bell
- Brian Blessed
- Peter Boardman
- Chris Bonington
- Thomas George Bonney
- Joe Brown (alpinist)

## C
- Ian Clough (alpinist)
- Martin Conway
- Aleister Crowley

## E
- Oscar Eckenstein

## F
- Douglas Freshfield

## H
- Alison Hargreaves (1962-1995)
- Ginette Harrison
- Elizabeth Hawkins-Whitshed
- Alan Hinkes
- John Hunt, Baron Hunt

## I
- Andrew Irvine (alpinist)

## K
- Alexander Kellas
- Kelvin Kent (alpinist)
- Colin Kirkus

## L
- Jack Longland

## M
- George Mallory
- Ian McNaught-Davis
- Jake Meyer
- Albert F. Mummery

## O
- Noel Odell
- James Outram (alpinist)

## P
- Charles Christopher Parry
- Paul Pritchard

## R
- J. O. M. Roberts
- Alan Rouse

## S
- Doug Scott
- Eric Shipton
- Joe Simpson (alpinist)
- Leslie Stephen

## T
- Bill Tilman

## W
- Walter Weston
- Don Whillans
- Edward Whymper

## Y
- Simon Yates (alpinist)
- Geoffrey Winthrop Young